# Sediliopsis chowanensis
Sediliopsis chowanensis é uma espécie extinta de caracol marinho , um molusco gastrópode marinho da família Pseudomelatomidae , os turrídeos e seus aliados.

## Descrição
O comprimento do invólucro atinge 16,5 mm, seu diâmetro 5,5 mm.
(Descrição original) Uma concha delgada de tamanho médio contendo cerca de nove espirais . O ápice é decorticado, mas aparentemente o giro inicial do papilo liso é sucedido por pouco mais de meia volta, no qual a escultura é limitada a uma espiral anterior medial e mais forte. As espirais restantes são axialmente e em espiral adornadas. As nervuras auriculares número 13 nas espirais posteriores. Estes são estreitos, arredondados, ondulando as voltas do fasciole anal para a sutura anterior. mas evanescente na columela . A escultura em espiral é elaborte. As primárias são faixas baixas e planas com cerca de 0,2 milímetros de largura, um pouco espaçadas irregularmente. Existem 4 ou 5 nos verticilos do pináculo , o dobro do whorl do corpo. As 10 lirações da columela são mais estreitas e mais proeminentes. Entre as primárias 1 ou 2 secundárias são similares às primeiras em caráter geral e separadas delas e uma da outra por interespaços lineares. Eles estão faltando na culomela e perto do ápice. O fasciole anal é côncavo, esculpido com 5 a 7 liras lotadas, que diretamente na frente da sutura o mais proeminente. O seio é profundo, bastante estreito, situado um pouco mais próximo da periferia do que da sutura posterior. A abertura é estreita, ovalada e termina em um canal sifonico curto emarginado.

## Distribuição
Fósseis dessa espécie foram encontrados em estratos do Plioceno da Yorktown Formation , Carolina do Norte, EUA.